# Eriotheca peruviana
Eriotheca peruviana é uma espécie de angiospérmica da família Bombacaceae.
Apenas pode ser encontrada no Peru.